# Robert Donington
Robert Donington (Leeds, 4 mai 1907 – Firle, 20 janvier 1990) est un musicologue et instrumentiste britannique, influent dans le mouvement de la musique ancienne et l'étude de Wagner.

## Biographie
Il effectue ses études à la St Paul's School de Londres et a l'université d'Oxford. Son expertise des instruments anciens et de l'interprétation de la période pré-classique, doit beaucoup à ses d'études avec Arnold Dolmetsch à Haslemere, dans le Surrey.
Il meurt à Firle, dans le Sussex, à l'âge de 82 ans.

## Œuvres

### Ouvrages
- The Instruments of Music (1949).
- Tempo and Rhythm in Bach's Organ Music (1960).
- The Interpretation of Early Music, Londres, Faber and Faber, 1963, 616 p. (ISBN 0571150403, OCLC 681786148, lire en ligne [PDF]) Édition révisée en 1974 (OCLC 603486471).
- Wagner's Ring and its Symbols (1963).
- String playing in baroque music, avec des illustrations musicales de Yehudi Menuhin, George Malcolm et Robert Donington (1977, Faber and Faber) (OCLC 462194748).
- A performer's guide to baroque music (1978, Faber and Faber).
- The Rise of Opera (1981, Faber and Faber).
- Baroque Music: Style and Performance, a Handbook (1982).

### Articles
- The Psychology of Tristan, Times Literary Supplement, 18 June 1971, p.|699–700

## Sources
Sadie, S. (éd.) (1980) The New Grove Dictionary of Music & Musiciens, [vol. #5].